# 神奈川中央交通綾瀬営業所

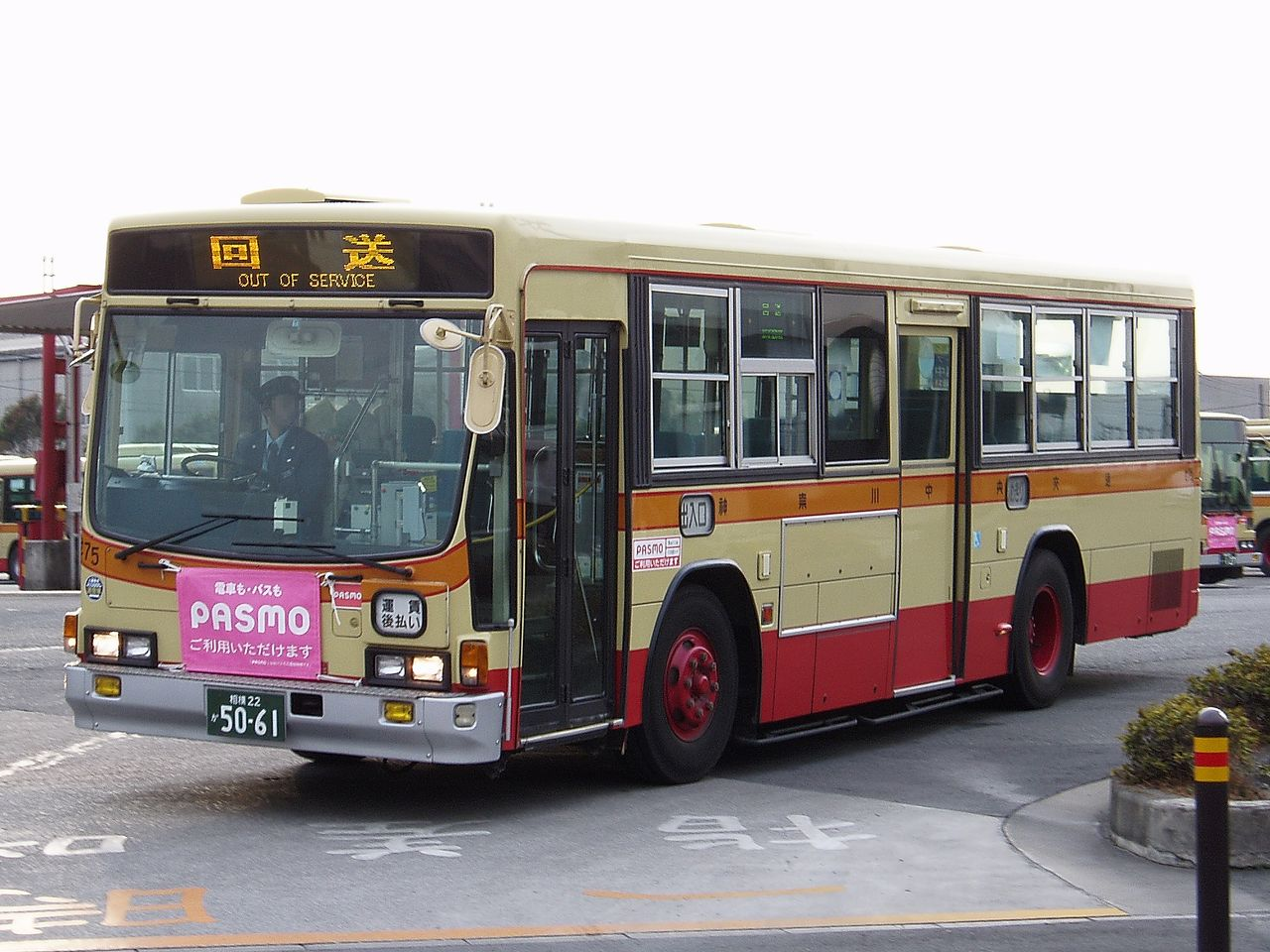
綾瀬営業所所属車両 (せ75) ※除籍済

神奈川中央交通綾瀬営業所（かながわちゅうおうこうつうあやせえいぎょうしょ）は、神奈川県綾瀬市吉岡東にある神奈川中央交通の営業所。綾瀬市南部や藤沢市を主に管轄し、海老名市や大和市、茅ヶ崎市へ乗り入れる路線もある。管轄エリアが幅広く、長後駅・湘南台駅・湘南ライフタウン発着路線については多くが県道藤沢座間厚木線・都市計画道路藤沢厚木線を経由して長距離回送される。
2017年1月1日に行われた神奈川中央交通グループの乗合バス事業所再編までは、神奈川県内に位置する神奈川中央交通のバス営業所では最も新しい営業所であった。2017年1月1日付けで、大和営業所から分離して中山営業所が、相模原営業所から橋本営業所が、厚木営業所から厚木北営業所がそれぞれ発足した。所属車両に付けられる社番の営業所略号は、「あ」が厚木営業所、「や」が大和営業所でそれぞれ既に使用されているため、「せ」を用いる。
別称は同じ綾瀬市内にある相鉄バス綾瀬営業所と同じく「綾瀬車庫」だが、多摩営業所のように頭に会社名を付けていない。多摩営業所は管轄エリア内に京王バス多摩営業所があるため、別称を「神奈中多摩車庫」としている。また相鉄バスの車庫は別の場所にある。綾瀬営業所はかつての「吉岡芝原」停留所の折返場に隣接しており、綾瀬市では「吉岡バスターミナル」と案内している。海老名駅から乗り入れている相鉄バスは、現在も「吉岡芝原」を名乗っている。
GPSによるバスロケーションシステムが導入されている。

## 沿革
- 1988年12月24日 - 藤沢営業所長後操車所を移転して綾瀬営業所が開設される。開設により、一部路線の再編および湘南台駅発着と湘南ライフタウン方面が藤沢営業所（高山車庫）より移管（一部は共同管轄）される。長後操車所は廃止され、停留所名を「高倉」に改称する。
- 1989年12月4日 - 管内全路線でバスカード利用開始。
- 1996年4月8日 - 藤沢駅 - 下屋敷方面の路線再編。藤56・57・60（初代）が廃止され、藤51・58へ統合すると同時に雲昌寺 - 湘南台駅間が湘21単独運行となり、免許維持路線となる。長51の大多数が湘南台駅発着（湘25）へ変更され、長後駅東口 - 湘南台駅東口間が大減便される。
- 1997年9月1日 - 管内全路線でバス共通カードに対応。
- 1999年

2月1日 - 相模原営業所麻溝操車所開設により、海老名駅東口発着の海13と相武台前駅発着の台05・12を大和営業所へ移管する。
9月13日 - 横浜市営地下鉄ブルーライン湘南台駅開業による再編で、長後駅東口発着のドリームランド方面路線を大きく再編する。長51が廃止、長53を戸塚営業所へ移管して休日往路1便のみ運行に変更。湘25を戸塚営業所へ移管する形で運行区間をドリームハイツへ延長した湘27に変更する。これにより長34と湘14を除き、当営業所管轄の長後駅東口発着と湘南台駅東口発着路線が消滅。
これは同年8月29日に戸塚営業所管内での大規模な路線改編を実施した際に運用に余裕が生じた関係で生じた。綾瀬からの路線移管以外に、舞岡から戸塚駅東口 - 瀬谷柏尾道路方面の路線が移管されている。
- 2000年

3月12日 - 海11が廃止。
3月15日 - 長34の廃止により、当営業所管轄の長後駅東口発着路線が消滅。長13は長16に統合し、当営業所管轄の蚕業センター前 - 本厚木駅間の運行が消滅。
10月16日 - 湘11と茅03を茅ヶ崎営業所に移管。
- 2001年7月8日 - 免許維持路線の湘21を廃止。これにより小田急江ノ島線東側を走行する当営業所管轄の路線が消滅するが、2012年8月～2016年8月の間に湘27を担当した。
- 2002年

7月22日 - 藤76の廃止により、藤沢市中心部から藤沢市西北部方面（御所見地区）へ直通する公共交通機関が消滅すると同時に、この方面の運行本数の救済を目的に湘28（初代）を開設。
11月16日 - 海老名市南部地区の大規模な路線再編を実施（主に大和営業所や厚木営業所管轄の路線）。当営業所管内では海12（平日海老名行き始発便）を廃止し、代替として長16平日の始発1便を時刻を繰り上げて増発する。これにより厚木駅以南のJR相模線沿線でのバス路線が消滅し、残った路線は長16のみとなる。
- 2003年

4月1日 - 長27・28の廃止により、大塚本町以北の座間市内の当営業所管轄の路線が消滅。同日に当該地区の路線をさがみ野駅北口発着の綾76（相鉄バス）と下02に変更し、大和営業所管轄に変更。長16の一部経路を変更し、蚕業センター前停留所を廃止。
11月1日 - 上土棚団地線に中型車導入。長43開設。
- 2004年1月5日 - 寒川町倉見地区の路線再編。長10・18・19の廃止により、当営業所管轄の寒川町及び茅ヶ崎駅乗り入れ路線が消滅。長後駅 - 湘南台駅間の大型車運行の路線が消滅（中型車では長41が存続）これによって現在の当営業所管内の路線整理がほぼ完了する。
- 2005年3月14日 - フィーダー路線「ふじみ号」運行開始。「ふじみ号」ではGPSによるバスロケーションシステムの運用開始。
- 2007年

1月15日 - 辻26の辻堂駅方向に深夜バスを設定（平日1便）。
12月9日 - 共通ICカードシステムPASMO運用開始。これにあわせて10月〜11月にかけて、運賃箱をレシップ製の新型運賃箱に、自動放送装置を8トラック式から音声合成装置にそれぞれ置き換える。
- 2010年12月16日 - 管内の全路線において、GPSを利用したバスロケーションシステムの運用を開始[1]。
- 2014年

9月1日 - 藤沢市西北部(御所見地区)において路線再編を実施。「ふじみ号」と長17を再編（運行終了）し、湘19（2代）の運行を開始。
9月24日 - 綾瀬市コミュニティバスを除く管内の全路線において乗降方式を「前乗り・前降り」から「中乗り・前降り」に変更。
- 2016年

7月16日 - 辻堂駅北口周辺の渋滞による遅延対策のため、土曜日休日に限り、城南一丁目→神台公園前の経路を変更、途中の羽鳥一丁目停留所（辻堂方向）が土曜日休日非経由となる（藤沢管轄の辻07も含む）。
12月1日 - 「広谷」停留所を「藤沢ジャンボゴルフ前」に改称。
12月16日 - 「保健医療センター」停留所を「綾瀬タウンヒルズ前」に改称。
- 2018年

2月11日 - 辻34の経路変更を実施、「刈込」「諸之木」停留所を移転させる。
3月1日 - 湘南ライフタウンバスターミナルの拡張部分が完成し、一部供用開始となる。引き続き従来のターミナル部分の改築を開始。
4月16日 - 湘25が茅ヶ崎営業所から移管されるにあたって、同所に配置されていたネオプラン・セントロライナー4台が同年2月と4月に2台ずつ綾瀬に転属。そのため同年2月13日から4月16の期間のみ、湘25は茅ヶ崎と綾瀬の共管となった。
5月26日 - 湘南ライフタウンバスターミナルの改築工事が一部を残して完了。乗り場を変更すると共に、当営業所2路線目の連節バス運行路線として辻23・辻35が開業（平日運行のため運行開始日は5月28日）。辻26の湘南台駅側の区間便として湘21（2代）を設定し5月28日から運行開始。同日、湘南台駅東口に新設された4番乗り場が供用開始し、湘13・湘15が湘南台駅東口発に変更される。
- 2019年2月16日 - 湘12（湘南台駅 - 石川中村 - 石川橋 - 矢尻 - 湘南ライフタウン）を新設する。

## 現行路線

### 長後駅西口 - 葛原 - 海老名駅方面

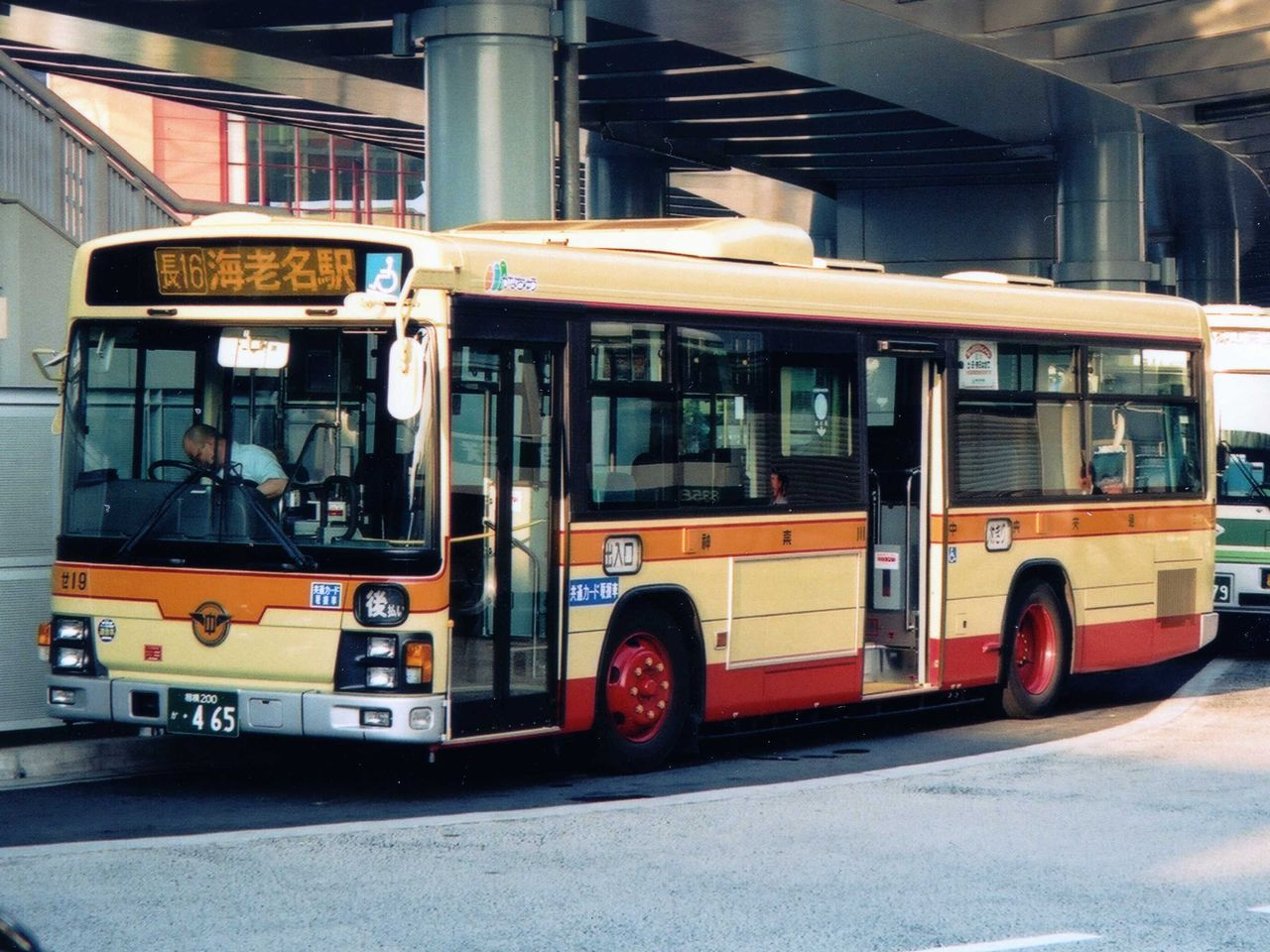
海老名駅 (せ19)

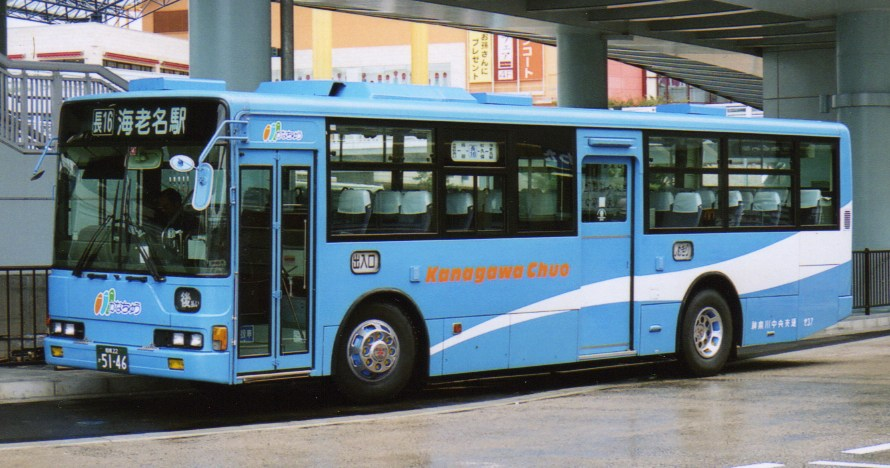
かつて存在した元「スヌーピーバス」による長16 (せ37)

- 長16：長後駅西口 - 葛原 - 用田 - 杉久保 - 社家入口 - 中新田小学校 - 市役所前 - 海老名駅東口
- 長16：海老名駅東口 → アツギ株式会社前 → 中新田小学校 → 社家入口 → 杉久保 → 用田 → 葛原 → 長後駅西口（土曜・休日運休）
- 長35：長後駅西口 - 葛原 - 用田 - 綾瀬車庫
- 長35：長後駅西口 → 葛原 → 用田 → 綾瀬車庫（深夜バス）
- 長36：長後駅西口 - 下土棚 - 葛原（バイパス） - 吉岡工業団地
- 無番：東山田 → 葛原 → 宮の腰 → 御所見市民センター前

長後駅西口から用田方面へ向かう路線群で、小田急江ノ島線と小田急小田原線の駅間を結ぶ長16が主力路線である。比較的長距離で平日日中は約30分間隔で運行されるが、土曜・休日は2020年12月のダイヤ改正で減便され、終日に渡って40分間隔と間引きされた。海老名駅発の平日早朝は厚木ナイロン経由（市役所非経由）が1便設定されているが、これはかつて存在した厚83・84（本厚木駅 - 厚木ナイロン - 海老名駅・相武台下駅）の代替として運行されており免許維持路線である。周辺の路線が相次いで廃止または短縮された現在では、用田辻 - みずほ団地間を走行する唯一の路線である。現在の経路になったのは2003年4月以降で、それまでに二度の経路変更を実施している。綾瀬営業所の開設当初は往復で経路が異なり、往路は厚木駅経由で海老名駅へ向かっていたが、復路は厚木ナイロン経由で運行され、のちに海老名市役所前の新道が開通すると社家入口 - 中新田小学校間に変更、その後は社家入口周辺の新道が開通した際に現在の経路となった。
長35は綾瀬車庫へ向かう出入庫路線だが、長後駅 - 用田辻間で前述の長16を補完する役割も持つ。平日の綾瀬車庫方向に深夜バスが設定されているが、これは綾瀬営業所開設時に長14（長後駅 - 用田車庫）の深夜バスを延伸させたものである。長36は葛原から分岐後に藤沢市葛原地区を抜けて吉岡工業団地へ向かう路線で、葛原までは他の2路線を、葛原以遠は後述の湘22（湘南台駅 - 葛原 - 吉岡工業団地）の補完しているが本数は少ない。終点の吉岡工業団地には折返場が存在しないが、綾瀬営業所が至近にあるため、直接回送で出入庫を行っている。
無番路線は御所見小学校へのスクールバスで片道1便のみ運行される。行先表示は「神奈川中央交通」を表示する。後述の長12（長後駅 - いすゞ）がいすゞ自動車まで運行後に綾瀬営業所へ向かう回送を活用したもので、スクールバスのために小学生以外は乗車できない。
2023年10月1日から厚木ナイロンが「アツギ株式会社前」に改称された。

### 長後駅西口 - 大法寺 - さがみ野駅・桜ヶ丘駅方面

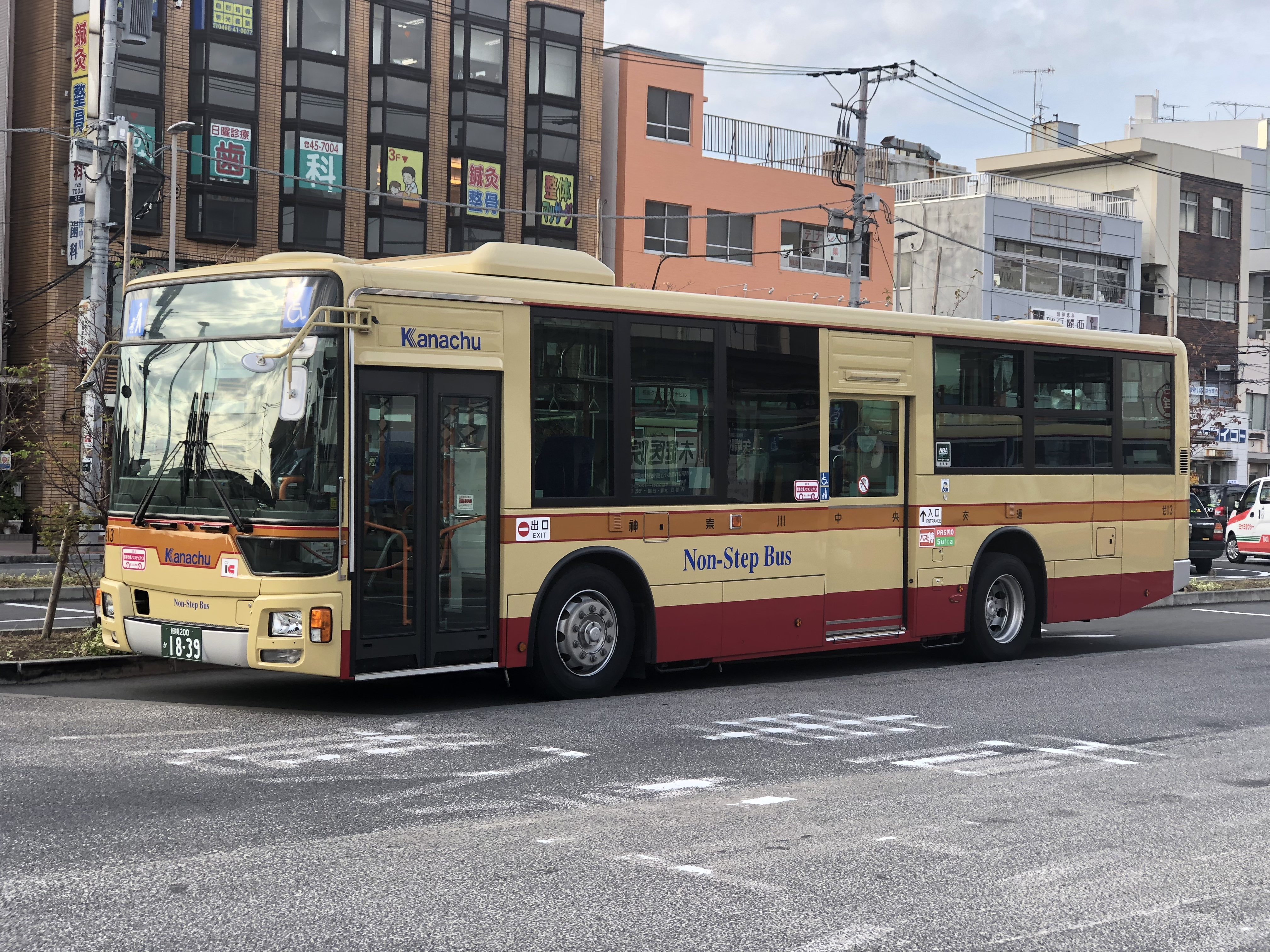
長後駅西口 (せ13)

- 長22：長後駅西口 - 落合 - 大法寺 - 綾瀬市役所（土曜・休日運休）
- 長24：長後駅西口 - 落合 - 大法寺 - 寺尾 - さがみ野駅
- 長33：長後駅西口 - 落合 - 大法寺 - 本蓼川 - 福田四丁目 - 桜ヶ丘駅西口
- 長37：長後駅西口 - 落合 - 大法寺 - 綾瀬車庫
- 長38：長後駅西口 - 落合 - 大法寺 - 綾瀬市役所 - 市民文化センター - 綾瀬車庫
- 長39：長後駅西口 - 落合 - 大法寺 - 市民文化センター - 綾瀬車庫
- 長39：長後駅西口 → 落合 → 大法寺 → 市民文化センター → 綾瀬車庫（深夜バス）

長後駅から県道藤沢座間厚木線（旧道）を大法寺方面へ向かう路線群で、長24が中心となる。長33は大法寺から県道45号線を右折してから大和市福田地区を経由し、小田急江ノ島線桜ヶ丘駅へ向かう。以前は桜ヶ丘駅近くの新道下交差点まで県道経由だったが、福田地区の宅地化が進んだことで経路変更された。途中の「札の辻」停留所から小田急江ノ島線高座渋谷駅へは徒歩10分程度である。長37は大法寺から直接綾瀬車庫へ向かう路線で、かつて運行されていた長21（長後駅 - 用田車庫）を綾瀬営業所の開設によって短縮したものであるが、大法寺 - 綾瀬車庫間を短絡経路で結んでおり、本数は少ない。長22・38・39は綾瀬市役所や市民文化センターなどの綾瀬市行政の中心部へ向かう路線で、長37と比べるとこちらの方が遠回りだが日中時間帯は毎時1-2便が確保されている。こちらは長30（長後駅 - 綾瀬市役所 - 市民文化センター - 用田車庫）を短縮したもので、当時の綾瀬市役所は現在の「綾瀬タウンヒルズSC東棟」（ビバホーム綾瀬店付近）に位置していた。日中のみ長38が運行され、それ以降は市役所を経由しない長39が深夜バスまで運行される。
なお、周辺の道路整備が進展したことによって後述のさ03（さがみ野駅 - 綾瀬工業団地 - 吉岡工業団地）が観音橋経由に変更されたが、長39については変更されていない。

### 長後駅西口 - いすゞ自動車方面

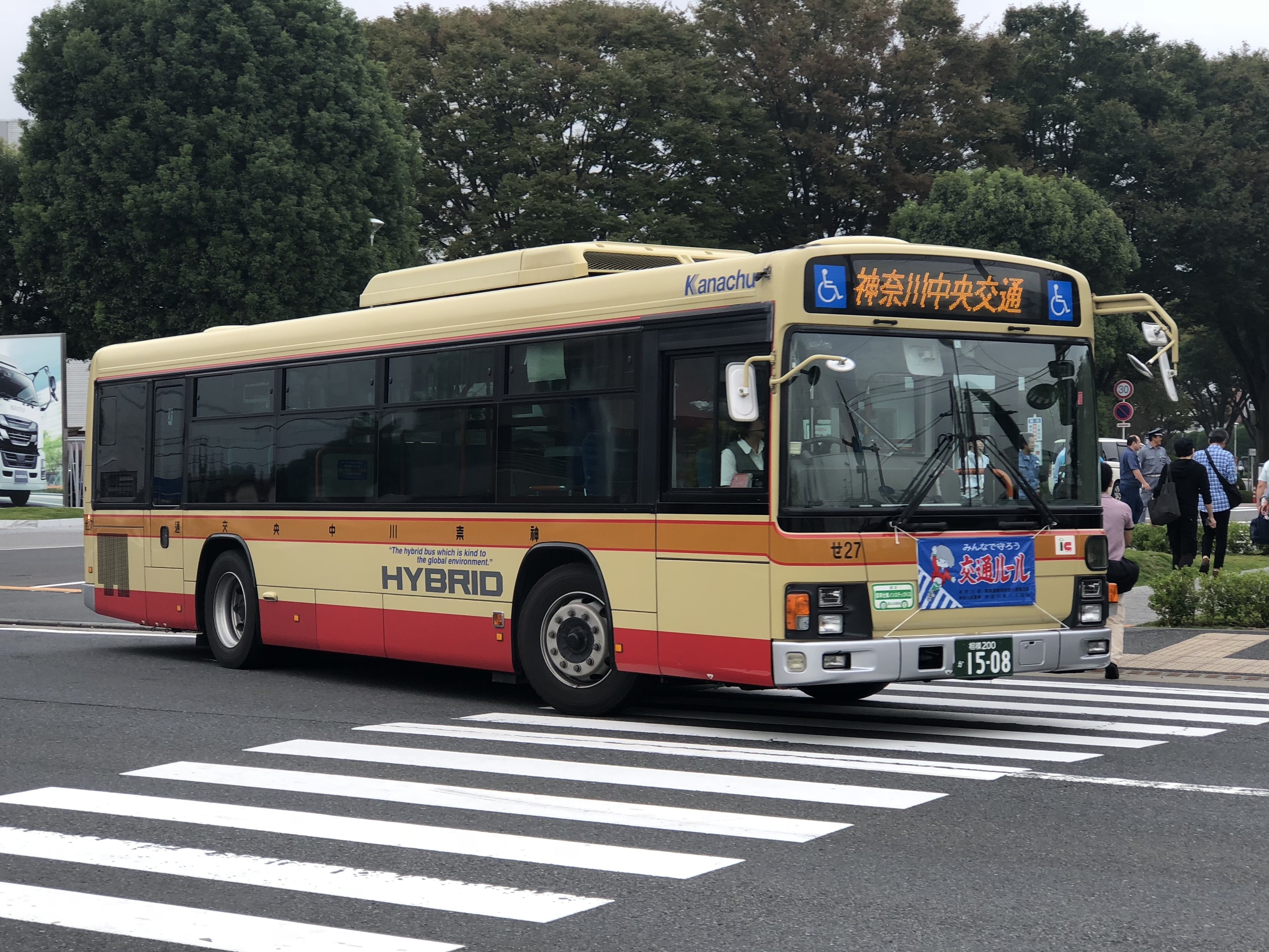
いすゞ藤沢工場イベント開催時 (せ27)

- 長12：長後駅西口 -（直行）- いすゞ前

長後駅から南西部のいすゞ自動車藤沢工場へ向かう通勤路線である。バスロケーションシステムおよび公式路線図は一つ手前の「下土棚」行きとなっているが、実際は下土棚も通過する途中無停車の通勤専用路線で、湘14（湘南台駅 - いすゞ南門）と同様に工場内に数ヶ所設置された停留所でも乗降を行う。長後駅での乗車時にいすゞ工場から派遣された係員によって社員証の提示確認を行うため、関係者以外の利用は不可能であるが、工場内で開催される納涼祭などのイベント開催時で一般公開される際は利用可能である。

### 長後駅西口 - 上土棚団地・湘南台駅方面
- 長41：長後駅西口 - こぶし荘 - 湘南台駅西口
- 長43：長後駅西口 -（←上土棚中七丁目 / 上土棚団地→）- 長坂上
- 長45：上土棚団地 → 上土棚中七丁目 → 長後駅西口

長後駅と上土棚団地方面へ向かう路線で、比較的起伏がある地形のために一定数の需要が見込めるということで1990年代に新設された。当初は小型車の「日野・リエッセ」を導入したが、沿線道路の拡張が進んだことで中型車「いすゞ・エルガミオ」ワンステップバスが使用されている。またこの時に長43が新設され、2020年5月のダイヤ改正で長40を統合させて現在に至る。長坂上から綾瀬車庫は至近であるため、上土棚団地始発の長45が運行される早朝を除き、出入庫もこの路線で行われる。長41は毎日運行だが1日3便に抑えられている路線で、途中にある老人福祉センター「こぶし荘」の利用客向けの路線である。この路線が長後駅 - 湘南台駅を結ぶ唯一の路線である。

### 湘南台駅 - いすゞ自動車方面
- 湘14：湘南台駅東口 -（直行）- いすゞ南門
- 湘14：いすゞ南門 →（直行）→ 湘南台駅西口

前述の長12（長後駅 - いすゞ）と同様に途中無停車でいすゞ自動車藤沢工場へ向かう通勤路線で、こちらは工場南門から構内に入り、工場内の数ヶ所の停留所にて乗降を行う。湘南台駅での乗車時にいすゞ工場から派遣された係員によって社員証の提示確認を行うため、関係者以外の利用は不可能であるが、工場内で開催される納涼祭などのイベント開催時で一般公開される際は利用可能である。なお、「いすゞ南門」を名乗る停留所は存在しないが、バスロケーションシステムおよび公式路線図のみ記載が確認できる。
いすゞ発は湘南台駅西口到着が基本だが、湘南台駅到着後の折返しで当路線の運用に就く一部便は東口到着となる。

### 湘南台駅 - 桐原工業団地循環
- 湘13：湘南台駅東口 → 工業団地入口 → 桐原四辻 → 桐原緑道 → 石川六丁目 → 工業団地入口 → 湘南台駅西口（桐原循環・午前運行）（休日運休）
- 湘13：湘南台駅東口 → 工業団地入口 → 桐原四辻 → 桐原緑道 → 石川六丁目 → 工業団地入口 → 湘南台駅東口（桐原循環・午前運行）（休日運休）
- 湘13：湘南台駅東口 → 工業団地入口 → 石川六丁目 → 桐原緑道 → 桐原四辻 → 工業団地入口 → 湘南台駅西口（桐原循環・夕方以降）（休日運休）
- 湘13：湘南台駅東口 → 工業団地入口 → 石川六丁目 → 桐原緑道 → 桐原四辻 → 工業団地入口 → 湘南台駅東口（桐原循環・夕方以降）（休日運休）
- 湘15：湘南台駅東口 - 工業団地入口 - 石川六丁目 - 一色上 - 文化体育館前
- 湘15：文化体育館前 → 一色上 → 石川六丁目 → 工業団地入口 → 湘南台駅西口

湘南台駅から桐原工業団地方面へ向かう循環路線で日中時間帯は湘15、それ以外の時間帯は湘13が運行される。なお終着地については、平日の一部便と土曜早朝および午後の一部が東口終着、それ以外の便は従来通り西口終着となる。湘13は時間帯で経由順が異なり、午前は桐原四辻先回り、夕方以降は石川六丁目先回りで運行される。2018年5月26日からは行先表示が変更され、走行地点によって行先表示が変わるようになった。2020年12月のダイヤ改正で、湘13が休日運休になった。
湘15は桐原公園を右折した後、一色上を経由して文化体育館前へ向かう路線で、日中時間帯は毎時1便の運行である。折返しは湘23（湘南台駅 - 慶応大学）の遠藤停留所付近の折返場を使用して折返し、反対車線にある停留所で乗車扱いを行ってから湘南台駅へ戻る。秋葉台文化体育館へのアクセス路線だが運行本数が少ないため、近隣を走る代替路線（後述の湘19・23などは「南大山」「遠藤」停留所）があり、湘南台駅バスターミナルの案内にも掲示されており、利用を促している。イベント開催時には増発便が運行される場合があるが、バスロケーションシステムおよび公式ホームページなどには記載されないことが多い。

### 湘南台駅 - 石川山田 - 文教大学方面
- 湘17：湘南台駅西口 - 石川山田 - 湘南ライフタウン - 大辻 - 文教大学
- 湘18：湘南台駅西口 →（直行）→ 文教大学（土曜・休日運休）

湘南台駅から茅ヶ崎市北部に位置する文教大学湘南キャンパスへ向かう路線で、中心は湘17である。平日・土曜早朝時間帯の文教大学方面と、平日夕方以降の湘南台駅方向は増便されるが、日中は毎時2本の運行である。湘18は平日早朝に片道1便が運行されるのみで、湘南台駅方向の大辻 - 湘南ライフタウン間においては遠藤経由の一部路線と並行するが、車両の行先表示器に経由地表示が無いため、途中で降車する場合は特に注意が必要である。
文教大学でイベント開催（オープンキャンパスなど）時には臨時便を運行することがあるが、慶応大学方面とは異なり湘南台駅 - 文教大学間の直行シャトルバスとされ、行先表示も貸切扱いの「神奈川中央交通」となる。

### 湘南台駅 - 石川山田 - 湘南ライフタウン方面
- 湘16：二番構保健医療センター → 湘南ライフタウン → 石川山田 → 湘南台駅西口（土曜・休日運休）
- 湘21：湘南台駅西口 - 石川山田 - 湘南ライフタウン

湘南台駅から湘南ライフタウンへのアクセス路線で、湘16は後述の辻26（辻堂駅 - 大庭隧道 - 湘南ライフタウン - 湘南台駅）の補完として、湘南ライフタウン中部にある二番構保健医療センター始発で湘南台駅への需要に対応した路線で、平日早朝に営業所より回送出庫され、片方向のみ運転される。湘21は2018年5月26日の湘南ライフタウンターミナル供用開始によって新設された辻26の区間便で、平日の湘南ライフタウン方向1便のみ運行されていたが、2020年12月のダイヤ改正で土曜・休日の運行が開始された。

### 湘南台駅 - 石川橋 - 湘南ライフタウン方面
- 湘12：湘南台駅東口 - 北警察署前 - 南桐原 - 石川中村 - 石川橋 - 一ノ坪 - 遠藤永山 - 矢尻 - 湘南ライフタウン

他の湘南ライフタウンへ向かう路線と異なり東口発着で運行される。2019年2月16日に新設された路線で、案内上は石川橋経由とされ、運行上の起点は湘南ライフタウンである。経路も幾分複雑で、北警察署前を左折・南下してから石川山田の先で他路線と一度分岐し、石川橋 - 矢尻間で新規経路を経由してから再合流して湘南ライフタウンへ向かう。独自区間が多いものの本数は少なく、約40～80分間隔での運行となる。

### 湘南台駅 - 遠藤 - 慶応大学方面

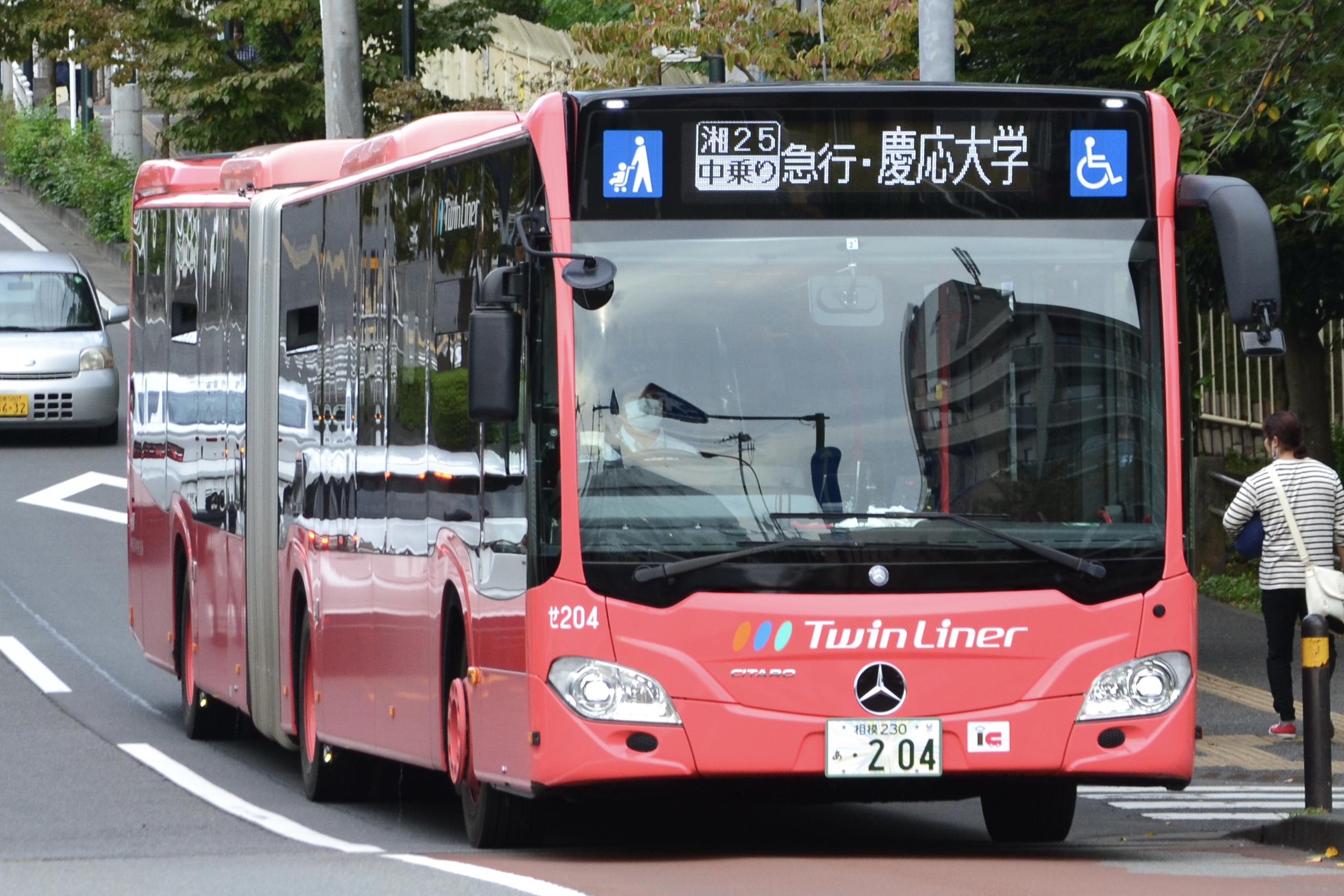
湘25急行（せ204）

- 湘19：湘南台駅西口 - 遠藤 - 慶応大学 - 堂の前 - 宮原 - 用田辻 - 綾瀬車庫
- 湘23：湘南台駅西口 - 遠藤 - 慶応大学
- 湘23：湘南台駅西口 → 遠藤 → 慶応大学 → 慶応大学本館前 → 慶応中高等部前（休日運休）
- 湘23：慶応大学本館前 → 慶応大学 → 遠藤 → 湘南台駅西口（休日運休）
- 湘24：湘南台駅西口 - 遠藤 - 笹久保 - 慶応大学
- 湘24：湘南台駅西口 → 遠藤 → 笹久保 → 慶応大学 → 慶応大学本館前 → 慶応中高等部前
- 湘25（急行）：湘南台駅西口 → 南大山 → 慶応大学 → 慶応大学本館 → 慶応中高等部前（休日運休）
- 湘25（急行）：慶応大学本館前 → 慶応大学 → 南大山 → 湘南台駅西口（休日運休）
- 湘25（急行）：慶応大学 → 南大山 → 湘南台駅西口
- 湘26：慶応大学本館前 → 慶応大学 → 遠藤 → 湘南台駅西口（深夜バス）
- 湘28：湘南台駅西口 →（直行）→ 慶応中高等部前（土曜・休日運休）
- 湘28：慶応大学本館前 →（直行）→ 湘南台駅西口（土曜・休日運休）

湘南台駅から慶應義塾大学湘南藤沢キャンパスを結ぶ路線群である。湘23・25・26・28が同一経路だが系統ごとに運行形態が異なり、湘23は各停便であるのに対し、湘25は連接バス「ツインライナー」による急行便、湘28は途中無停車の直行便である。検査や車両故障により一般車両による代走が行われる場合は一般車両を2台使用する。歴史は複雑で、まず初めに慶應義塾大学湘南藤沢キャンパスの開学によって旧・湘23が新設されたが、経路は現在の湘24のものだった。その後、菖蒲沢境交差点 - 慶応大学間の新道が暫定開通したことで新道経由の現・湘23が新設され、旧・湘23は新番号として湘24へ変更された。湘南台駅方向が始発から13時頃まで、それ以降は慶応大学方向が終車まで運行される特徴的なダイヤのため、利用の際は時刻表などの確認を推奨する。
湘25は2018年2月13日に辻23（辻堂駅 - 湘南ライフタウン）に連接バス「ツインライナー」を導入する動きに関連した再編で茅ヶ崎と共同管轄となり、この際にネオプラン・セントロライナーが転入している。同年4月16日から綾瀬の単独管轄となったが、この路線のみ乗降方式が他路線と異なっている。慶応大学方向は中乗り前降り・運賃後払い、湘南台駅方向は前乗り中降り（後降り）・運賃申告制先払いとなる。2018年5月28日より慶応大学方向がこの方式に変更されたが、唯一の途中停留所である「南大山」から乗車した場合は慶応大学での降車時に南大山から乗車した旨を乗務員に申告して運賃を支払う「中乗り前降り・運賃『申告制後払い』」となる。ただし、早朝の通学時間帯における「慶応大学本館前」については全扉からの降車を行っており、営業所から係員と共に移動式の簡易運賃箱を持参し、停留所の中扉・後扉付近にて降車時に運賃支払いを行っている。湘28はかつて運行されていた湘23の急行便を2008年9月8日に系統番号のみ変更したもので、この路線に限って通学専用路線として一般客の利用は出来ない。
これらの路線は平日・土曜の慶応大学方向がキャンパス内の「慶応中高等部前」まで運行され、平日15時以降と土曜正午以降の湘南台駅方向は同じくキャンパス内の慶応大学本館前から発車する。それ以外は全て大学北門そばの慶応大学ターミナル発着となるが、学校行事および大学側の事情による要請でターミナル発着便がキャンパス構内へ乗り入れたり、キャンパス乗り入れ便がターミナル発着へ変更されたりすることがある。また、終車の延長なども行われるがバスロケーションシステムでの案内は皆無に等しく、湘南藤沢キャンパスのホームページによる案内のみに留まる場合もあるので、当日利用の際は大学および神奈川中央交通からの各案内を事前に確認するのが望ましい。
湘19は2014年9月1日に長17（長後駅 - 葛原 - 用田 - 宮原南）およびふ01・02・03（慶応大学 - 御所見総合クリニック循環）を再編して綾瀬車庫まで延伸させた路線で、藤沢市御所見地区からこの路線によって湘南台駅へ乗り換え無しで向かうことが出来る。毎時1便程度だが並走する湘20（湘南台駅 - 六地蔵 - 綾瀬車庫）と共に毎時3-4便が確保されており、運賃も同一になるように調整されている。なお、湘南台駅西口では前述の湘20と共に4番乗り場からの発車となっているが、これは当路線が御所見地区南西部への輸送を中心としているためで、大学関係者の輸送を中心としていないためである。そのため慶応大学では北門近くのターミナルを発着しており、一部便を除いてキャンパス構内へは乗り入れない。

### 湘南台駅 - 六地蔵 - 綾瀬車庫方面
- 湘20：湘南台駅西口 - 加温処理場前 - 六地蔵 - 笹久保 - 用田 - 綾瀬車庫

湘南台駅発着の出入庫路線を兼ねた路線で、円行交差点 - 六地蔵間は当路線のみの運行だが、並行する道路を走行する路線が多数運行されており、お互いの路線を利用し合うことが可能である。基本的に毎時2便程度の運行だが、午前中に湘南台駅方向が毎時1便に減便される時間帯が存在する。また前述の湘19（湘南台駅 - 慶応大学 - 綾瀬車庫）も利用可能で、どちらを利用しても運賃が同額になるよう調整されている。かつて湘南台駅 - 加温処理場前 - 六地蔵間は現・辻26（辻堂駅 - 大庭隧道 - 湘南ライフタウン - 湘南台駅）と同一経路で運行していたが、相次ぐ並行路線の統合・廃止や新道開通によって、2004年1月5日に長10（長後駅 - 円行大橋 - 湘南台駅）の廃止代替として現行経路へ変更された。

### 湘南台駅 - 吉岡工業団地方面
- 湘22：湘南台駅西口 - 工業団地入口 - 菖蒲沢団地 - 葛原 - 天沼 - 吉岡工業団地

湘南台駅から吉岡工業団地へ向かう路線で、こちらも湘南台駅発着系統の出入庫を兼ねる。終点の吉岡工業団地には折返場が存在しないが、綾瀬営業所が至近にあるため、直接回送で出入庫を行っている。綾瀬車庫開設時に新設された路線でほぼ毎時2本の運行だが、吉岡工業団地方向は午前中の一部と湘南台駅方向の17時以降は毎時1便に減らされる。

### 辻堂駅 - 駒寄 - 湘南ライフタウン方面
- 辻23（急行）：辻堂駅北口 -（西高校前→）- 小糸 - ライフタウン中央 - 湘南ライフタウン（土曜・休日運休）
- 辻24：辻堂駅北口 - 羽鳥一丁目 - 大庭隧道 - 小糸 - 駒寄 - 湘南ライフタウン（土曜・休日運休）
- 辻24：辻堂駅北口 -（羽鳥一丁目→）- 大庭隧道 - 小糸 - 駒寄 - 湘南ライフタウン（平日運休）
- 辻24：辻堂駅北口 → 羽鳥一丁目 → 大庭隧道 → 小糸 → 駒寄 → 湘南ライフタウン（深夜バス）
- 辻26：辻堂駅北口 - 羽鳥一丁目 - 大庭隧道 - 小糸 - 駒寄 - 湘南ライフタウン - 石川山田 - 湘南台駅西口（土曜・休日運休）
- 辻26：辻堂駅北口 -（羽鳥一丁目→）- 大庭隧道 - 小糸 - 駒寄 - 湘南ライフタウン - 石川山田 - 湘南台駅西口（平日運休）
- 辻26：湘南台駅西口 → 石川山田 → 湘南ライフタウン → 駒寄 → 小糸 → 大庭隧道 → 羽鳥一丁目 → 辻堂駅北口（深夜バス）

東海道線辻堂駅北口から湘南ライフタウン・湘南台駅方面へ向かう路線群で本数は管内で最も多く、綾瀬営業所の最主力路線である。湘南ライフタウン地区の路線の利便性向上を目的に路線再編およびバスターミナルの拡張工事が行われ、このうちターミナル内の乗り場にはバス運行情報表示機と上屋の設置、連接バス「ツインライナー」に対応したバスベイの拡張については2017年度内に完了しており、残るターミナル内の工事についても2018年5月下旬に完了した。これによって一部路線がターミナル内にて発着するようになったが、将来的には「湘南台駅 - 慶応大学 - 湘南ライフタウン」「湘南ライフタウン - 寒川町方面」のバス路線開設等が計画されている。
辻23は連接バス「ツインライナー」での運行となる。中心となるのは辻26で、日中時間帯は15分間隔で運行されるがラッシュ時は最短5分間隔、夕方以降も10分間隔と高頻度で運行される。また、湘南台駅発の辻堂駅方向と辻堂駅から湘南ライフタウン方向へ深夜バスが設定されているが、深夜バスの本数も管内で最も多く、終車も遅い。辻23は辻堂駅 - ライフタウン中央間で急行運転を実施する。途中停留所は「西高校前（辻堂駅方向は通過）」「小糸」「ライフタウン中央」で、ライフタウン中央～湘南ライフタウン間は各停留所に停車する。「ツインライナー」の故障や検査時には一般路線車が2台で代走する。早朝の辻堂駅方向は辻23が大多数を占めており、後述の辻35（辻堂駅 - 湘南ライフタウン - 慶応大学）は9時台に1便が慶応大学ターミナル発で運行されるが、辻堂駅発はその逆で大多数が辻35での運行となる。
辻24は辻26・辻34の区間便で平日日中と土曜日中の午前の運行はないが土曜の辻堂駅13時台以降、ライフタウン14時台以降と休日の終日は辻34の本数が減るためその補完として運行される。
逆方向の湘南台駅方向へのラッシュ対策として前述の湘16（二番構保健医療センター → 湘南台駅）が平日の朝、湘21（湘南ライフタウン → 湘南台駅）が平日・土曜の朝に設定されている。湘南ライフタウンまでは片側2車線の藤沢市道辻堂遠藤線を経由し、湘南ライフタウン内に点在する公共施設や商業施設への訪問客と団地住民などの輸送を行い、湘南ライフタウン以遠は近隣の工業団地からの通勤客などが利用するため、終日に渡って混雑している。辻堂駅方向のうち、土曜・休日は羽鳥一丁目を経由せずに運行される。2018年5月26日、湘南ライフタウンターミナル全面供用開始によって辻26の湘南台駅方向がロータリー内2番乗り場発着へ変更された。
2020年12月5日のダイヤ改正で、土曜・休日日中時間帯の運行頻度が15分間隔から20分間隔に減便された。

### 辻堂駅 - 駒寄 - 湘南ライフタウン - 慶応大学方面

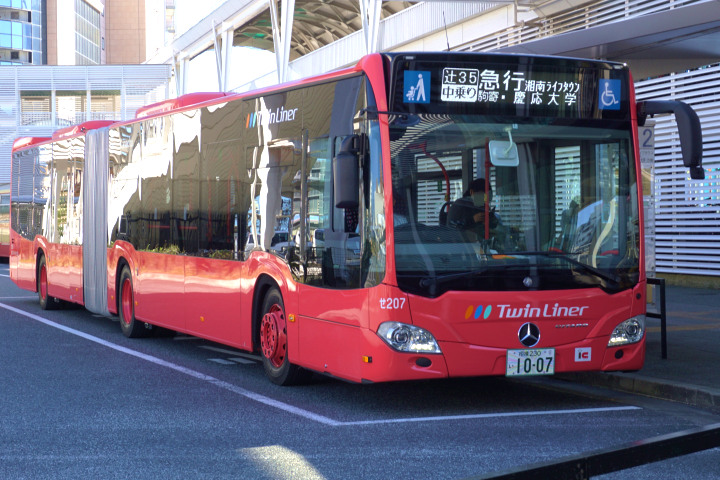
辻35（せ207）

- 辻34：辻堂駅北口 → 羽鳥一丁目 → 大庭隧道 → 小糸 → 駒寄 → 湘南ライフタウン → 刈込 → 慶応大学（平日運休）
- 辻34：辻堂駅北口 → 羽鳥一丁目 → 大庭隧道 → 小糸 → 駒寄 → 湘南ライフタウン → 刈込 → 慶応大学 → 慶応大学本館前 → 慶応中高降車場（休日運休）
- 辻34：慶応大学 → 刈込 → 湘南ライフタウン → 駒寄 → 小糸 → 大庭隧道 → 羽鳥一丁目 → 辻堂駅北口
- 辻34：慶応大学 → 刈込 → 湘南ライフタウン → 駒寄 → 小糸 → 大庭隧道 → 辻堂駅北口
- 辻34：慶応大学本館前 → 慶応大学 → 刈込 → 湘南ライフタウン → 駒寄 → 小糸 → 大庭隧道 → 羽鳥一丁目 → 辻堂駅北口
- 辻34：慶応大学本館前 → 慶応大学 → 刈込 → 湘南ライフタウン → 駒寄 → 小糸 → 大庭隧道 → 辻堂駅北口
- 辻35（急行）：辻堂駅北口 → 西高校前 → 小糸 → ライフタウン中央 → 湘南ライフタウン → 刈込 → 慶応大学 → 慶応大学本館前 → 慶応中高降車場（土曜・休日運休）
- 辻35（急行）：慶応大学 → 刈込 → 湘南ライフタウン → ライフタウン中央 → 小糸 → 辻堂駅北口（土曜・休日運休）
- 辻35（急行）：慶応大学本館前 → 慶応大学 → 刈込 → 湘南ライフタウン → ライフタウン中央 → 小糸 → 辻堂駅北口（土曜・休日運休）

辻堂駅から湘南ライフタウン経由で慶應義塾大学湘南藤沢キャンパスへ向かう路線で、辻35は連接バス「ツインライナー」での運行となる。2018年5月26日の湘南ライフタウンターミナル供用開始によって新設された路線で、辻堂駅 - ライフタウン中央間で急行運転を実施する。途中停留所は「西高校前（辻堂駅方向は通過）」「小糸」「ライフタウン中央」で、ライフタウン中央～慶応大学間は各停留所に停車する。「ツインライナー」の故障や検査時には一般路線車が2台で代走する。早朝の辻堂駅方向は前述の辻23が大多数を占めており、辻35は9時台に1便が慶応大学ターミナル発で運行されるが、辻堂駅発はその逆で大多数が辻35での運行となる。乗降方式は前述の湘25（湘南台駅 - 慶応大学）と同様で、辻堂駅方向は辻堂駅での降車時間の短縮を図るために多扉開放を行う観点から前乗り中降り・運賃申告制前払いが採用されているが、湘南ライフタウン方面は中乗り前降り・運賃後払いとなっている。また行先表示については、慶応大学方向では前後表示に関しては一般路線と同様の表示だが、側面表示は急行運転を強調した表示となっており、急行区間における停車停留所を表示している。
辻34は急行路線に対しての各停便で、平日については辻23・35の補完としても運行している。前述の湘23などと同様に大学側の都合で、慶応大学側の発着地が異なる場合がある。2018年2月10日までは慶応大学出発後に旧道を経由していたが、ツインライナーの運転開始によって現行経路へ変更されている。平日は辻34・35合わせて約15分間隔、土曜は辻34のみ毎時1～20便、休日は辻34のみで毎時1便運行される。
2018年5月26日より、湘南ライフタウンターミナルが供用開始になったが、両系統とも慶応大学方向はロータリーに乗り入れず、従来の停留所を使用する。
連節バス「ツインライナー」の運行路線である湘25（湘南台駅 - 慶応大学）は導入当初、綾瀬営業所への出入庫経路が連節バスの回送経路に不向きだったため、茅ヶ崎が担当した。2005年当時、現在の回送経路である市道遠藤宮原線（慶応大学前 - 宮原南間)
は未開通で、県道藤沢厚木線（遠藤東交差点 - 綾瀬市早川交差点間）も未開通、また綾瀬車庫入口にある県道丸子中山茅ヶ崎線の綾瀬市吉岡交差点の拡張もされておらず、とても連接バスが走行できる環境ではなかった。その後は道路環境が整ったため、2018年2月11日と4月15日の2回に分けて段階的に綾瀬に転属させ、湘25を茅ヶ崎から綾瀬へ移管した。

### 辻堂駅 - 湘南カントリークラブ - 湘南ライフタウン方面
- 辻28：辻堂駅北口 - 羽鳥一丁目 - 大六天 - 小糸 - 湘南カントリークラブ - 南大平 - 湘南ライフタウン（土曜・休日運休）
- 辻28：辻堂駅北口 -（羽鳥一丁目→）- 大六天 - 小糸 - 湘南カントリークラブ - 南大平 - 湘南ライフタウン（平日運休）
- 辻29：辻堂駅北口 - 羽鳥一丁目 - 大庭隧道 - 小糸 - 湘南カントリークラブ - 南大平 - 湘南ライフタウン（土曜・休日運休）
- 辻29：辻堂駅北口 -（羽鳥一丁目→）- 大庭隧道 - 小糸 - 湘南カントリークラブ - 南大平 - 湘南ライフタウン（平日運休）

湘南ライフタウンの外側を経由する路線で、辻28は大六天経由、辻29は大庭隧道を経由して小糸で合流後、湘南カントリークラブから湘南ライフタウンへ向かう路線である。両路線を合わせて毎時3便だが平日朝ラッシュ時は1時間当たり6～8便が確保されており、そのうち1-2便が辻28として運行される。深夜バスが辻29で運行されていたが、2021年11月27日のダイヤ改正で廃止された。

### 辻堂駅 - 湘南ライフタウン - 綾瀬車庫方面
- 辻33：辻堂駅北口 - 羽鳥山 - 大六天 - 小糸 - 駒寄 - 湘南ライフタウン - 矢尻 - 堂の前 - 古里団地 - 用田 - 綾瀬車庫

辻堂駅から大六天・小糸経由で湘南ライフタウンへ向かい、さらに先の矢尻・刈込・用田経由で藤沢市北西部を縦断して綾瀬車庫へ向かう路線で、辻24・26・34などの路線と重複するうえに長距離路線のため、1日7-8便の運行に抑えられている。また、小糸付近 - 辻堂駅間で前述の辻28（辻堂駅 - 湘南カントリークラブ - 湘南ライフタウン）と同様に遠回り経路となるために利用率は低い。大六天付近や湘南ライフタウン以遠など一部で独自区間を通るなどかなり特徴的な路線だが、これらは全て現在の湘南ライフタウン造成前の経路を可能な限り残存させたためで、一部区間が狭隘道路となっているところもある。
辻堂駅発着路線の出入庫は当路線で必ず行われるわけではなく、綾瀬車庫から慶応大学・吉岡工業団地・湘南ライフタウンなどへ回送で直接出庫し、その回送先から辻堂駅方面への運行へ入る便も存在する。
2018年5月26日、湘南ライフタウンターミナルの供用開始によって綾瀬車庫方向の乗り場がターミナル内の2番乗り場へ移設された。

### 桜ヶ丘駅 - 綾瀬車庫方面
- 丘01：桜ヶ丘駅西口 - 福田四丁目 - 本蓼川 - 大法寺 - 綾瀬車庫

桜ヶ丘駅と綾瀬車庫を結ぶ路線で、前述の長33（長後駅 - 桜ヶ丘駅）の桜ヶ丘駅側の出入庫である。かつては平日・土曜は3～6便程度、休日は毎時1便運行されていたが、現在は平日・土曜・休日ともに1～4便のみの運行になり本数が非常に少なくなった。以前存在した茅44・47（茅ヶ崎駅 - 桜ヶ丘駅）を吉岡芝原（現・綾瀬車庫）で分割した路線で、本数維持するために桜ヶ丘駅発着で新設されたものである。

### さがみ野駅 - 吉岡工業団地方面
- さ02：さがみ野駅 - 綾北小学校 - 綾瀬工業団地 - 綾瀬市役所 - 吉岡工業団地
- さ03：さがみ野駅 - 綾北小学校 - 綾瀬工業団地 - 観音橋 - 吉岡工業団地

1988年12月24日の綾瀬営業所開設時に吉岡芝原（現・綾瀬車庫）から延伸させた路線で、以前存在した平03（平塚駅 - さがみ野駅）を分割した路線に見えるが、綾瀬工業団地経由である点が異なる。運行本数は平日は約60分に1本で、土曜・休日は運行間隔が90分に1本となる。さ02は平日の市役所開庁時間帯および土曜・休日の日中時間帯に運行され、それ以外の時間帯はさ03が運行される。
2016年9月5日のダイヤ改正で、市民文化センター経由から観音橋経由へ変更された。

### 綾瀬市コミュニティバス「かわせみ」
- 2号車：綾瀬市役所 - 綾瀬厚生病院 - 市民スポーツセンター - 寺尾南 - 綾北小学校 - 北の台小学校 - 相模大塚駅
- 3号車：綾瀬市役所 - 綾瀬厚生病院 - 浅間橋 - 深谷交番 - 長坂上 - 上土棚団地前

2006年11月1日に運行開始された綾瀬市のコミュニティバスで、愛称は「かわせみ」。神奈川中央交通では上記2路線を担当する（残りは相鉄バス綾瀬営業所が担当）。運賃は全線大人180円・小児90円均一で、現金または専用回数券が利用可能である。
2号車は神奈川中央交通の路線で唯一の相模大塚駅乗り入れ路線である。2015年11月1日に3号車の上土棚団地周辺の経路が変更された。

## 廃止・移管路線
綾瀬営業所の開設当初は、北は相武台前駅・相武台下駅まで、西は相模川を越えて本厚木駅まで、南は藤沢駅 - 茅ヶ崎駅までの東海道線沿線まで、東はドリームハイツまで非常に広範囲に路線網を有していたが、渋滞による遅延などで利用が低迷したこと、また周辺営業所間での営業範囲の見直しがあって多くの路線が短縮、廃止、移管されて現在に至る。また、他営業所においても以下の2回に大規模な再編が行われており、直接的な影響を受けていないにも関わらず同時に手が加えられたた路線も存在する。
1. 1996年4月の小田急江ノ島線沿線路線の路線再編
2. 1999年9月の横浜市営地下鉄ブルーライン湘南台駅開業による戸塚営業所管内を中心とした再編

なお、停留所名称は全て廃止当時の名称としている。

### 一般路線

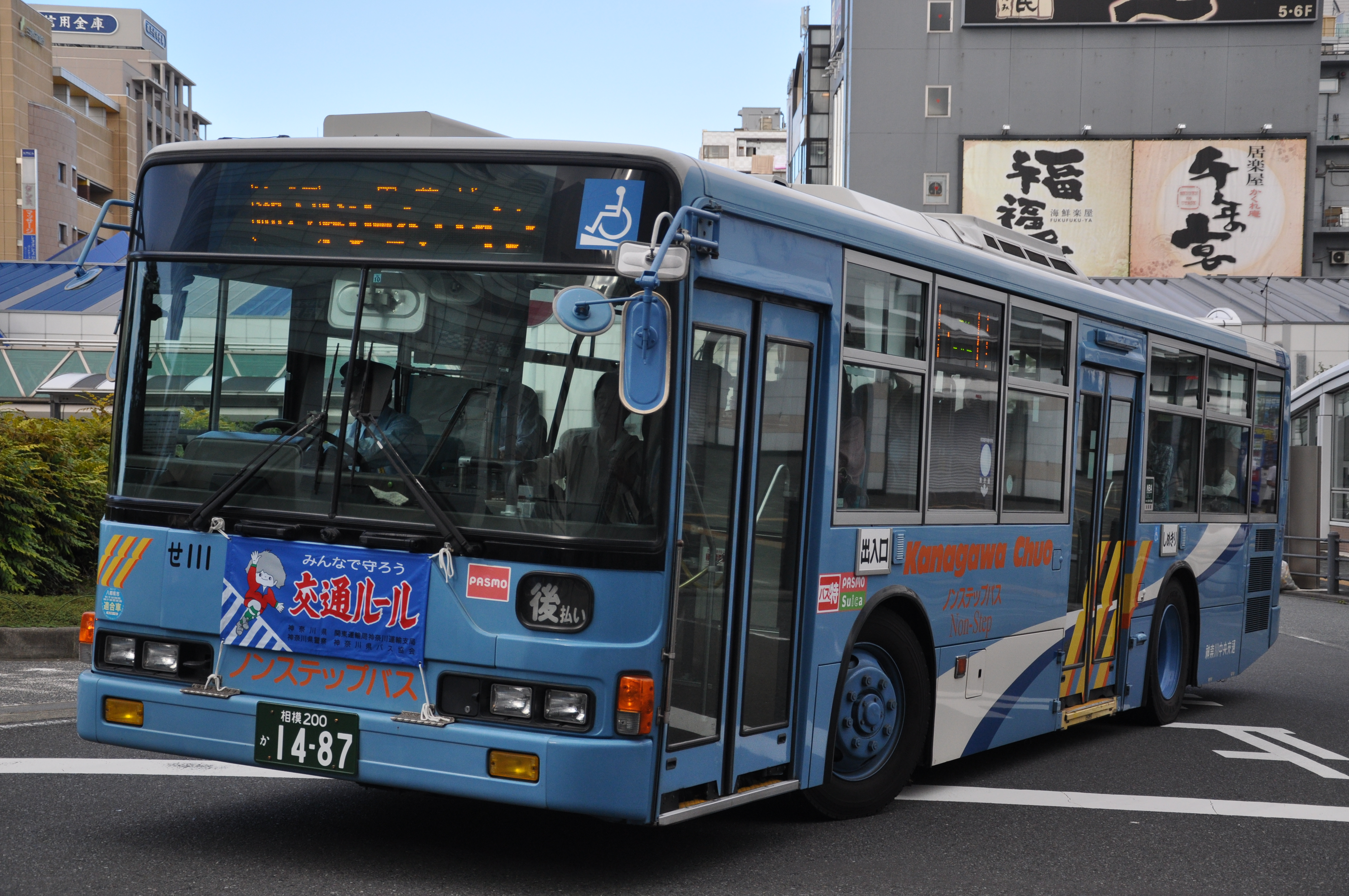
戸塚移管前、綾瀬時代の湘27 (せ111)

- 長10：長後駅西口 - 土棚大下 - 円行大橋 - 湘南台駅西口

藤56（藤沢駅 - 湘南台駅 - 長後駅）を湘南台駅発着へ短縮した路線で藤56廃止後も残存していたが、利用者が定着せず、2004年1月5日に廃止された。
- 長13：長後駅西口 - 葛原 - 用田 - 杉久保 - 社家入口 - 厚木駅 - 本厚木駅南口

神奈川中央交通黎明期から存在した古い路線で、さらに以前は戸塚駅まで達していた。長後操車所が戸塚営業所から藤沢営業所へ移管された際に長後駅で分割され、長後側の当路線が主力路線だった。相模大橋付近での渋滞による遅延が激しくなったため、1990年代後半に中新田小学校経由へ変更のうえ減便され、2000年3月15日に廃止された。最末期は平日最終1便のみ運行の免許維持路線で、これによって相模大橋を渡る管轄路線が消滅した。
- 長14：長後駅西口 - 葛原 - 用田 - 用田車庫

長35（長後駅 - 用田 - 綾瀬車庫）へ代替廃止された。
- 長17：長後駅西口 - 葛原 - 用田 - 宮原南

藤沢市北西部地域の公共交通改善策の一環で2005年から運行していたが利用率が低迷していた。2013年に御所見地区から路線再編が協議され、湘南台駅方面への路線を望む声が多かったことから2014年9月1日に湘19（二代）へ代替廃止された。
- 長18：小谷 → 倉見神社前 → 用田 → 葛原 → 長後駅西口
- 長19：長後駅西口 - 用田 - 倉見神社前 - 小谷 - 景観寺 - 肥地力 - 茅ヶ崎駅

長18は茅ヶ崎営業所から移管された際に新設された倉見地区始発の区間便で、長19と共に長距離路線ゆえに遅延が恒常化したため、寒川町コミュニティバスを含めて路線を分割し、2004年1月5日に廃止された。これにより綾瀬営業所は茅ヶ崎駅から撤退した。
- 長25：綾南地区センター → 綾南会館 → 長後駅西口

長45の早朝出庫1便のみ該当し、運行時は長45の幕を使用した。2003年11月1日の再編で上土棚団地前始発の長45に統合された。
- 長26：長後駅西口 - 大法寺 - 綾瀬市役所 - 寺尾 - 大塚本町 - さがみ野駅

綾瀬市役所へのアクセス路線として日中の一部便を立ち寄る形で運行されていたが、1996年頃の市役所移転によって長31・32と共に廃止された。
- 長27：長後駅西口 - 大法寺 - 大上 - 大塚本町 - 栗原駐在所 - 栗原小学校 - 相武台前駅
- 長28：長後駅西口 - 大法寺 - 大上 - 大塚本町 - 栗原駐在所 - 立野台 - 座間駅入口 - 相武台下駅

2003年4月1日の座間市内再編によって長24・下02に代替廃止された。これにより、綾瀬営業所は座間市内から撤退した。
- 長31：長後駅西口 - 大法寺 - 綾瀬市役所 - 大上 - 大塚本町 - 栗原駐在所前 - 相武台前駅
- 長32：長後駅西口 - 大法寺 - 綾瀬市役所 - 大上 - 大塚本町 - 栗原駐在所前 - 座間駅 - 相武台下駅

綾瀬市役所へのアクセス路線として日中の一部便を立ち寄る形で運行されていたが、1996年頃の市役所移転によって長26と共に廃止された。
- 長34：長後駅東口 - 高松町 - 東谷 - 湘南台駅西口

1988年の綾瀬営業所開設時に新設された湘南台駅西口への出入庫路線だった。2000年3月15日に廃止され、長後駅東口発着路線が全て廃止された。
- 長40：長後駅西口 → 上土棚団地 → 綾南会館 → 長後駅西口（上土棚団地循環）
- 長44：長後駅西口 → 上土棚団地 → 綾南会館

長後駅と上土棚団地を結ぶ路線で、両系統とも2020年5月11日に長43（長後駅 - 長坂上）へ統合廃止された。
- 長51：長後駅東口 - 高松町 - 湘南台駅東口 - 下屋敷 - 西俣野 - ドリームランド

1999年9月13日の大規模再編によってドリームハイツ方面を戸塚営業所へ移管すると同時に、ドリームランド止まりの路線は廃止された。
- 長53：長後駅東口 - 高松町 - 湘南台駅東口 - 下屋敷 - 西俣野 - ドリームハイツ

1999年9月13日の大規模再編で湘25が廃止、湘27へ変更された際に戸塚営業所へ移管されたが、休日1便の運行で免許維持路線だった。
- 湘11：湘南台駅西口 - 遠藤 - 湘南ライフタウン - 大辻 - 甘沼 - 茅ヶ崎駅

2000年10月16日に茅ヶ崎営業所から移管されたが、再移管され現在は茅ヶ崎担当に復帰している。
- 湘21（初代）：ドリームランド - 西俣野 - 六会駅入口 - 湘南台駅西口 - 円行大橋 - 加温処理場前 - 六地蔵 - 用田 - 綾瀬車庫

休日早朝に1便運行された免許維持路線で、2001年7月8日に廃止された。これにより小田急江ノ島線の東側を走行する当営業所管轄の路線が消滅した。
- 湘25（初代）：湘南台駅東口 - 下屋敷 - 西俣野 - ドリームランド

1999年9月13日の大規模再編によってドリームハイツ方面を戸塚営業所へ移管すると同時に、湘27へ代替廃止された。
- 湘27：湘南台駅東口 - 六会 - 下屋敷 - 俣野公園・横浜薬大 - ドリームハイツ

前述の湘25（初代）の代替で新設された路線で、2012年8月1日に戸塚営業所から移管された。2016年8月12日に戸塚営業所へ再移管される。
- 湘28（初代）：湘南台駅西口 - 一色上 - 遠藤 - 六地蔵 - 用田 - 綾瀬車庫

廃止された藤76（藤沢駅 - 六地蔵 - 用田 - 綾瀬車庫）の綾瀬車庫側を存続させて2002年7月22日に新設されたが、遠回り経路に加えて並行路線の多さから、2004年1月5日に廃止された。
- 辻21：辻堂駅北口 - 羽鳥山 - 大六天 - 駒寄 - 湘南ライフタウン - 矢尻 - 刈込 - 堂の前 - 古里団地 - 用田車庫

辻33（辻堂駅 - 綾瀬車庫）へ代替廃止された。
- 辻22：辻堂駅北口 - 羽鳥一丁目 - 大六天 - 駒寄 - 湘南ライフタウン

大庭隧道（大庭トンネル）開通前は辻堂駅 - 湘南ライフタウン間を最短経路で結ぶ路線だった。辻24・辻28など重複する路線が多く、1994年に廃止された。
- 辻24（急行）：湘南ライフタウン → 駒寄 → 大庭隧道 → 城南一丁目 →（通過）→ 辻堂駅北口（土曜・休日運休）
- 辻25：ライフタウン中央 → 小糸 → 大庭隧道 → 羽鳥一丁目 → 辻堂駅北口（土曜・休日運休）
- 辻25（急行）：ライフタウン中央 → 大庭隧道 → 城南一丁目 →（通過）→ 辻堂駅北口（土曜・休日運休）
- 辻29（急行）：湘南ライフタウン → 湘南カントリークラブ → 大庭隧道 → 城南一丁目 →（通過）→ 辻堂駅北口（土曜・休日運休）

辻24・25・29の急行便は国道1号線の羽鳥交番前交差点 - 辻堂駅間にバス優先レーンが設置された際に羽鳥一丁目・明治市民センター通過の便として新設され、平日朝の運行だった。2009年3月11日の辻堂駅北口ロータリーの移転で経路変更が行われたため、全て廃止された。辻25はライフタウン中央始発の区間便で、ラッシュ対策路線として平日早朝の辻堂駅方向のみの運行だった。2020年12月5日のダイヤ改正で廃止された。
- 藤33：藤沢駅北口 - 羽鳥 - 石川橋 - 六地蔵 - 用田 - 用田車庫

藤76（藤沢駅 - 用田 - 綾瀬車庫）へ代替廃止された。
- 藤34：藤沢駅 - 羽鳥 - 石川橋 - 一色上 - 湘南台駅西口
- 藤34：湘南台駅西口 → 一色上 → 石川橋 → 羽鳥 → 南仲通り → 藤沢駅

藤76の廃止後に当路線へ振り替えた分を綾瀬営業所が担当する形で藤沢営業所と共同管轄とするが、2003年4月1日に藤沢営業所へ完全移管された。
- 藤56：藤沢駅北口 - 藤沢市民病院 - 下屋敷 - 六会駅入口 - 湘南台駅西口 - 円行大橋 - 土棚大下 - 長後駅西口
- 藤57：藤沢駅北口 - 藤沢市民病院 - 下屋敷 - 六会駅入口 - 湘南台駅西口
- 藤58：藤沢駅北口 - 藤沢市民病院 - 下屋敷 - 六会駅
- 藤60（初代）：藤沢駅北口 - 藤沢市民病院 - 下屋敷 - 湘南台駅東口 - 円行 - 長後駅東口

1988年の綾瀬営業所開設時から藤沢営業所と共同運行していた路線で、終日混雑する国道467号を経由していたが、渋滞による遅延と長後駅側の利用率が低迷していたため、1996年4月8日に藤51（藤沢駅 - 下屋敷 - 湘南台駅）と藤58に統合廃止され、藤58はそのまま藤沢営業所へ移管された。
- 藤76：藤沢駅北口 - 羽鳥 - 石川橋 - 六地蔵 - 用田 - 綾瀬車庫
- 藤76：綾瀬車庫 → 用田 → 六地蔵 → 石川橋 → 羽鳥 → 南仲通り → 藤沢駅北口

藤沢市中心部から北西部御所見地区へ向かう唯一の路線だったが、渋滞による遅延が折返しの藤沢駅発にも影響するようになったため、2002年7月22日に藤34（藤沢駅 - 石川橋 - 湘南台駅）と湘28（初代）へ統合廃止された。
- 海11：海老名駅東口 - 海源寺 - 海老名運動公園（平日運休）

2000年3月11日に廃止された路線で、土曜・休日のみの運行だった。
- 海12：綾瀬車庫 → 用田辻 → 杉久保 → 社家駅 → 社家入口 → 中新田小学校 → 海老名駅東口

海老名駅方向のみ残されていた当路線だが、2002年秋の海老名市南部地域路線再編によって社家駅経由の路線が対象に選ばれたため、廃止された。相模線と並行していた茅ヶ崎営業所の茅30（茅ヶ崎駅 - 寒川神社 - 社家入口 - 海老名駅）も廃止されており、相模線沿線から神奈川中央交通の一般路線が全て消滅、残るは長16（長後駅 - 葛原 - 用田 - 社家入口 - 中新田小学校 - 海老名駅）および海老名市コミュニティバスのみとなった。
- 海13：海老名駅東口 - 国分 - 座間駅入口 - 座間中宿 - 相武台下駅

1990年代中期に厚83（本厚木駅 - 厚木駅 - 厚木ナイロン - 海老名駅 - 相武台下駅）を厚木側のみ短縮した路線で、1999年2月1日に大和営業所へ移管された。
- 台05：相武台前駅 - 立野台 - 座間駅 - 座間中宿 - 相武台下駅
- 台12：相武台前駅 - ひばりが丘 - 南林間駅

台05は相武台前駅と相武台下駅を座間駅経由で結んでいた路線で、両駅を発着する長後駅線が綾瀬営業所担当だったことで大和営業所ではなく綾瀬営業所が担当していた。1999年2月1日に台12と共に大和営業所へ移管された。
- 善03：善行駅 - 卸売市場前 - 大六天 - 北の谷 - 駒寄小学校前 - 駒寄 - 湘南ライフタウン

2000年11月に藤沢営業所へ移管された。
- 茅03：湘南ライフタウン - 丸山大辻 - 甘沼 - 茅ヶ崎駅

2000年10月16日に湘11と共に茅ヶ崎営業所から移管されたが、再移管され現在は茅ヶ崎担当に復帰している。

### 綾瀬市コミュニティバス「あやせばら号」
- 落合・上土棚方面：市民文化センター → 綾瀬市役所 → 保健医療センター → 長坂上公園前 → 綾南会館前 → 落合 → 大法寺 → 保健医療センター → 綾瀬市役所 → 市民文化センター（循環）
- 上深谷・蓼川・大上・寺尾方面：市民文化センター → 綾瀬市役所 → 保健医療センター → 飛行場正門 → 柏ヶ谷 → 富士塚 → 寺尾 → 保健医療センター → 綾瀬市役所 → 市民文化センター（循環）

この路線以外にも相鉄バスが担当する2路線があり、午前午後各1便の運行で運賃は無料であった。2006年11月1日に前述の綾瀬市コミュニティバス「かわせみ号」2号車・3号車へ代替廃止された。

### フィーダーバス「ふじみ号」
- ふ01：慶応大学 → 荒井 → 獺郷東町 → 御所見総合クリニック → 慶応大学（左小回りルート、早朝）
- ふ02：慶応大学 → 荒井 → 宮原中央 → 御所見総合クリニック → 慶応大学（左大回りルート、午後)
- ふ03：慶応大学 → 御所見総合クリニック → 宮原中央 → 荒井 → 慶応大学（右大回りルート、午前）

藤沢市北西部地域の公共交通改善策の一環で2005年から運行していたが利用率が低迷していた。2013年に御所見地区から路線再編が協議され、湘南台駅方面への路線を望む声が多かったことから2014年9月1日に長17（長後駅 - 宮原南）と共に湘19（二代）へ代替廃止された。「ふじみ号」は慶応大学で接続する湘23・24・25および辻34の支線扱いとされ、当該路線との乗り継ぎ情報を車内で表示していた。また、「ふじみ号」と各路線を乗り継ぐ場合は割引運賃で利用できた。その名残で、現・湘19での旧循環内 - 湘南台駅間の運賃が据え置かれるように調整されている。

## 車両
茅ヶ崎営業所、藤沢営業所と同様に湘南地区特有の三菱ふそう・いすゞ混在区の一つだが、藤沢営業所から分離した歴史からいすゞ車は純正ボディでの導入がほとんどである。特に綾瀬ではいすゞ自動車藤沢工場への通勤路線（長12、湘14）を担当しており、路線の開設当初はいすゞ車が藤沢から転入したが徐々に三菱車の比率が高まり、現在は大型車については三菱：いすゞの比率は7：3である。2013年に入り、本所の三菱ふそう車と厚木営業所の日産ディーゼル車（西日本車体工業ボディ）のトレードが行われ、日産ディーゼル・スペースランナーRAが配置されるようになった。
大型ノンステップバスの配置は、2012年8月に湘27（湘南台駅東口 - 下屋敷 - 俣野公園・横浜薬大 - ドリームハイツ）が戸塚から綾瀬へ移管（その後、2016年8月に戸塚へ再移管）されたのに伴い、戸塚から三菱ふそう製ノンステップバスが3台転入したのが最初である。その後も2015年までは他所からの転入車が多く、同年8・9月には舞岡から西日本車体工業ボディの三菱ふそう・エアロスターSが2台ずつ転入、2016年6月には町田から短尺(K尺)のエアロスターノンステップバスが1台転入、2018年6月には戸塚から標準尺(M尺)のエアロスターノンステップバスが1台転入している。ノンステップバスの新製配置は2013年1月にいすゞ・エルガのハイブリッドノンステップバスが1台配置されたのが最初で、同一車種は中山営業所配置の「な44」の2台のみで貴重な存在であった。その後しばらく新製配置はなかったが、2015年以降は神奈川県からノンステップバス導入補助金が交付されるようになり、三菱ふそう・エアロスターノンステップバスが2015年度に4台、2016年度に6台、2017年度に3台が導入された。また2017年度末（2018年3月）には、いすゞ・エルガノンステップバスが3台導入された。いすゞ自動車製大型車の当営業所への新製配置は、前述のエルガハイブリッドノンステップバス以来5年ぶりとなる。また今期については、以前いすゞ自動車製大型車を導入していた藤沢・茅ヶ崎・中山の各営業所にも配置されている。2019年1月時点では、新製配置が18台と転入配置が8台の計26台が在籍する。中型車は上土棚団地線向けに三菱ふそう・エアロミディMKが配置されていたが、2009年頃からいすゞ・エルガミオに置き換えられ、現在は全ていすゞ・エルガミオで統一されている。
コミュニティバス用には、三菱ふそう・エアロミディMEが3台配置されていたが、2018年3月に置き換え用として日野・ポンチョが2台配置された。当営業所への日野・ポンチョの配置はこれが初めてで、この車両には当営業所所属車両で初めてとなる白色LED式行先表示器が装備された。
湘25の移管に際して、2018年2月11日に茅ヶ崎営業所からネオプラン・セントロライナー連節バスが2台転入、後に湘25の綾瀬への完全移管時に残りの2台も転入した。さらに辻堂駅 - 湘南ライフタウン間に新設の急行便向けに、新車のメルセデス・ベンツ・シターロG連節バスが2018年2月に4台配置された。これは2016年発売の新型シターロで、神奈中では初の導入となり、白色LED式行先表示器が装備されている。これにより、連節バスの配置台数が神奈中全営業所の中で最多の8台となり、また複数車種の連接バスが配置されることとなった。これらの連節バスはいずれも東京オリンピック・パラリンピック記念ナンバープレート（希望ナンバー登録）を取得しており、セントロライナー（せ201～せ204）は転入時に記念ナンバーを取得した。また厚木と町田に配置のシターロGも東京オリンピック・パラリンピック記念ナンバープレート記念ナンバーを取得している。
路線車に装備されるワンマン関連機器(LCD運賃表示器・運賃箱)は、主に海側の営業所が使用しているレシップ製を採用するが、一部の転入車両に例外がある。茅ヶ崎から転入してきたツインライナーのLCD運賃表示器は交通電業社製を使用している。これは以前（2005年当時）7セグメント式の運賃表示器を使用していた時代、茅ヶ崎では交通電業社製を使用していた名残で（のちに茅ヶ崎配置の一般路線車はLCD化される際にレシップ製に置き換えられた）、綾瀬への転属時に機器交換がされていないからである。運賃箱は一般車と同様にレシップ製を使用する。こうしたことは過去転入車ではよくあり、大和・厚木から転入してきた車両の7セグメント式運賃表示器が交通電業社製を装備していたり、運賃箱の蓋を開閉するレバー（元大和車で、かつて横04系統が全区間運賃後払いであった時代の、横浜市内区間での運賃誤収受を防ぐために装備されていた）が付いていた痕跡がある車両もあった。
従来型のオレンジ色のLED行先表示器は全営業所が交通電業社製を使用していた。白色LED行先表示器の導入後は、LED式行先表示器は交通電業社製を使用するが、ツインライナーのシターロGに搭載された白色LED行先表示器は舞岡や平塚と同様にレシップ製が採用された。白色LED行先表示器は、レシップ製選択の舞岡・平塚がレシップ製に変更、それ以外の厚木・厚木北・津久井・大和・中山(内陸寄り=車内LCDが交通電業社、運賃箱が小田原機器製を装備する営業所)では交通電業社製を使用する。
綾瀬市は神奈川県内陸部の工業地帯であることから、企業送迎用の特定輸送も行っており、特定車が多数配属されている。特定車は三菱車といすゞ車とが混在するが、特別支援学校のスクールバス用に日産ディーゼル車も1台在籍する。
高速・観光車は貸切用が数台配属されている。

## その他
- 綾瀬営業所周辺にある藤沢、大和、茅ヶ崎の各営業所では最もターミナル駅から離れたところに営業所が位置するが、これによって、辻堂駅から湘南ライフタウンまで営業後に綾瀬車庫まで回送されるような一方通行の運用が可能となっている。藤沢・茅ヶ崎両駅発から湘南ライフタウン到着後も引き返す形で回送され、出庫はその逆となる。
- 藤沢営業所時代より使用されていた「用田車庫」は、綾瀬営業所の開設と路線再編により車両待機場・ターミナルとしての機能を徐々に失っていた。少なくとも2000年までには敷地が残されており、綾瀬営業所乗務員の休憩のために時折使用されていたとみられる。敷地売却後、2002年には住宅分譲地となり、バス停名称も「用田神社入口」に変更された。
- 2014年9月24日より綾瀬・藤沢管内の全路線で乗降方式が中乗り前降り運賃後払い方式に統一されたが、それ以前は湘南台駅西口着の湘20・22〜24・26の終日と朝9時までの湘16・17と辻26、辻堂駅北口着朝9時までの辻24・25・28・29・34、長後駅西口着朝9時までの長17・35・36・37〜39の各系統で、前乗り中降り信用性運賃前払い方式を採用していた。その後、湘25の移管と辻23・35の開設（いずれもツインライナー）があったため、当該系統の駅行きの便のみ、前乗り中降り信用性運賃前払い方式を採用している。
- 現在主流になっている中乗り前降り方式が茅ヶ崎管内で本格採用され始めた頃からの一時期、当営業所管内の遠藤→南大山→湘南台駅西口間での乗降方式が混在したことがあった。